# Lobanovo
Lobanovo (ukr. Лобанове) je vesnice na Krymu nedaleko města Džankoj. Od roku 1857 do této vesnice přicházeli Češi a od té doby se vesnice jmenovala Bohemka (ukr. Богемка). Předtím se jmenovala Džadra (rusky Джадра, krymskou tatarštinou Cadra) a žili v ní Krymští Tataři, kteří po Krymské válce z regionu odešli a region zůstal opuštěn. Rusové, kteří tehdy kontrovali Krym, chtěli, aby půda byla i nadále obdělávaná, a proto na ni pozvali slovanské národy. Po druhé světové válce vesnice změnila jména na Lobanovo po pilotu Lobanovovi, který nedaleko vesnice havaroval a zemřel. Poblíž zastávky autobusu je dodnes pomník Lobanovova – model letadla.